# Sint-Franciscuskerk (Roosendaal)
De Sint-Franciscuskerk is een voormalig katholiek kerkgebouw in de stad Roosendaal in de Nederlandse provincie Noord-Brabant. Het gebouw is gelegen aan de Azurietdijk 89.
Deze kerk werd in 1975 in gebruik genomen voor de oostelijke uitbreidingswijk Kortendijk. Als locatie werd een Vlaamse schuur gekozen, die verbouwd werd voor zijn nieuwe functie. 
In 2001 werd deze schuurkerk alweer onttrokken aan de eredienst. Wel werd er in de schuur nog in een gebedsruimte en een Mariakapel voorzien, deze werden in 2005 ingewijd. Elf jaar later, in 2016, gingen ook de Mariakapel en de gebedsruimte weer dicht. In 2023 werd de kerk verkocht.